# 이정 (1578년)
이정(李楨, 1578년~1607년)은 조선의 서화가이다. 자는 공간, 호는 나옹, 본관은 전주이다. 어려서부터 그림에 뛰어났으며 아버지 이숭효의 재주를 이어받아, 10세 때 이미 그의 이름이 알려졌다. 13세 때 장안사의 벽화를 그려 천재 화가라고 불리었으나, 지나치게 술을 즐겨 30세의 나이로 요절하였다. 작품으로는 <목죽도> <한강조주도> 등이 있으며, 글씨로 <법주사 벽암 대사비>가 있다.

## 같이 보기
- 보은 법주사 벽암대사비 - 충청북도 유형문화재 제71호